# Catalino Rivarola
Catalino Rivarola, né le 30 avril 1965 à Asuncion, est un footballeur international paraguayen évoluant au poste de défenseur.
Sa carrière se déroule de 1985 à l'an 2000 et à la fin de l'année 2011, il fait partie des 25 joueurs les plus souvent convoqués en équipe nationale. Son palmarès est notamment composé de deux victoires en Copa Libertadores, la plus prestigieuse compétition inter-club d'Amérique du Sud.

## Palmarès
| Compétitions internationales | Compétitions nationales |
| - Coupe intercontinentale - Finaliste : 1995 - Recopa Sudamericana (1) - Vainqueur : 1996 - Copa Libertadores (2) - Vainqueur : 1995, 1999 | - Championnat du Paraguay (2) - Champion : 1987, 1990 - Championnat du Brésil (1) - Champion : 1996 - Championnat Gaúcho (2) - Champion : 1995, 1996 - Vice-champion : 1997 - Coupe du Brésil (1) - Vainqueur : 1997 |